# David Bowie (албум из 1967)
David Bowie је дебитантски студијски албум енглеског музичара Дејвида Боуија, објављен 1. јуна 1967. године за издавачку кућу Deram Records.